# Norbert-Georges-Pierre Rousseau
Norbert-Georges-Pierre Rousseau, né le 7 juillet 1871 à Luché-Pringé, est un prêtre, docteur en théologie ainsi qu'enseignant, spécialiste du chant grégorien et enfin évêque du Puy-en-Velay. Il mourut le 2 octobre 1939 à Précigné.

## Biographie

### Enfance et formation
Norbert-Georges-Pierre Rousseau naquit à Luché-Pringé le 7 juillet 1871.

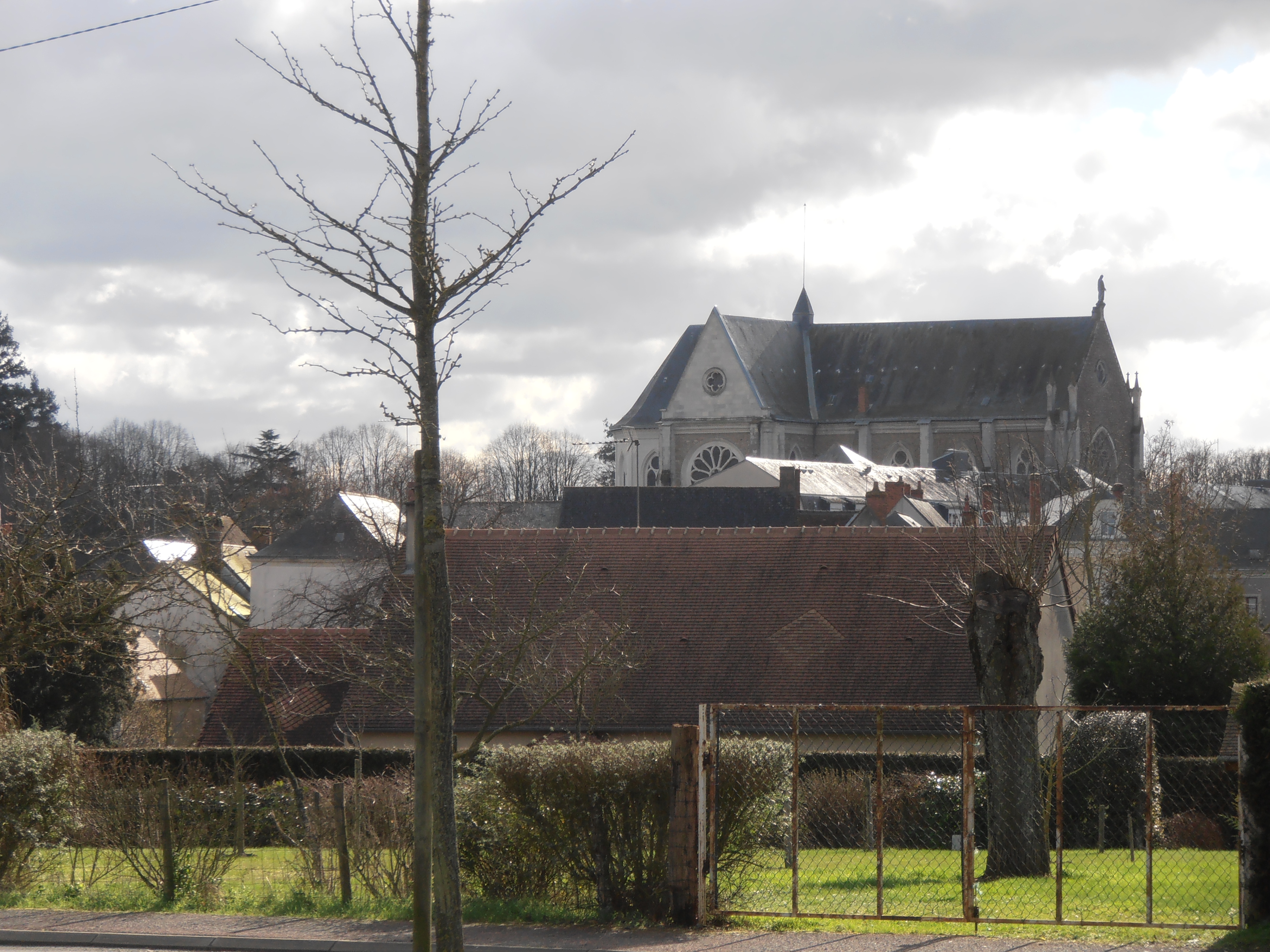
Précigné où Norbert Rousseau grandit, ainsi que commune attachée à la famille Rousseau.

La famille dans laquelle grandit Norbert Rousseau était tellement pieuse qu'à la fin du XIXe siècle, l'ancienne abbaye du Perray-Neuf située à Précigné devint sous la possession et la protection de la famille Rousseau,. Actuellement château, son grand portail conserve les armes de cette famille, ou plus probablement, de  Norbert-Georges-Pierre Rousseau  en qualité d'évêque.

« Je vous remercie, mon Dieu, de m'avoir fait naître dans une famille profondément chrétienne où j'ai toujours eu sous les yeux les exemples de parents admirables, d'un frère chartreux et de trois sœurs d'une vertu très élevée qui m'ont tant édifié et consolé, »

— Testament de Norbert-Georges-Pierre Rousseau
Par conséquent, il choisit une vie religieuse, comme deux de ses sœurs et son frère. Sa formation religieuse s'était déjà commencée auprès du petit séminaire de Précigné, ancien couvent des Cordeliers et qui y fonctionna en tant que collège de 1818 à 1905.
Norbert Rousseau reçut son ordination sacerdotale le 17 juin 1894. Cette date est précisée dans de nombreux documents, sans exception. Au contraire, le célébrant et le lieu de célébration restent de nos jours inconnus.
Après son ordination sacerdotale, Norbert Rousseau continua encore ses études auprès du séminaire français de Rome, entre 1894 et 1896. À la ville éternelle, il obtint son doctorat en théologie et en droit canonique en 1896,,. Il est possible que le jeune séminariste ait participé à la schola grégorienne réputée que Dom André Mocquereau avait créée en 1890 au sein de ce séminaire, à la suite d'une session grégorienne.

### Enseignement
En 1899, l'abbé Rousseau devint professeur auprès du grand séminaire du Mans. Une fois la Première Guerre mondiale arrivée, il écrivit les Pouvoirs et privilèges de prêtres mobilisés, législation canonique de la guerre, de sorte que ces religieux comprissent plus correctement leur devoir. L'ouvrage compta jusqu'à sa 8e édition, avant la fin de guerre en 1918. 
Il fut nommé en 1919 supérieur du grand séminaire. Enfin, son enseignement au Mans dura vingt-cinq ans.

### Contributions en faveur du chant grégorien

#### Collaborateur de l'abbaye de Solesmes

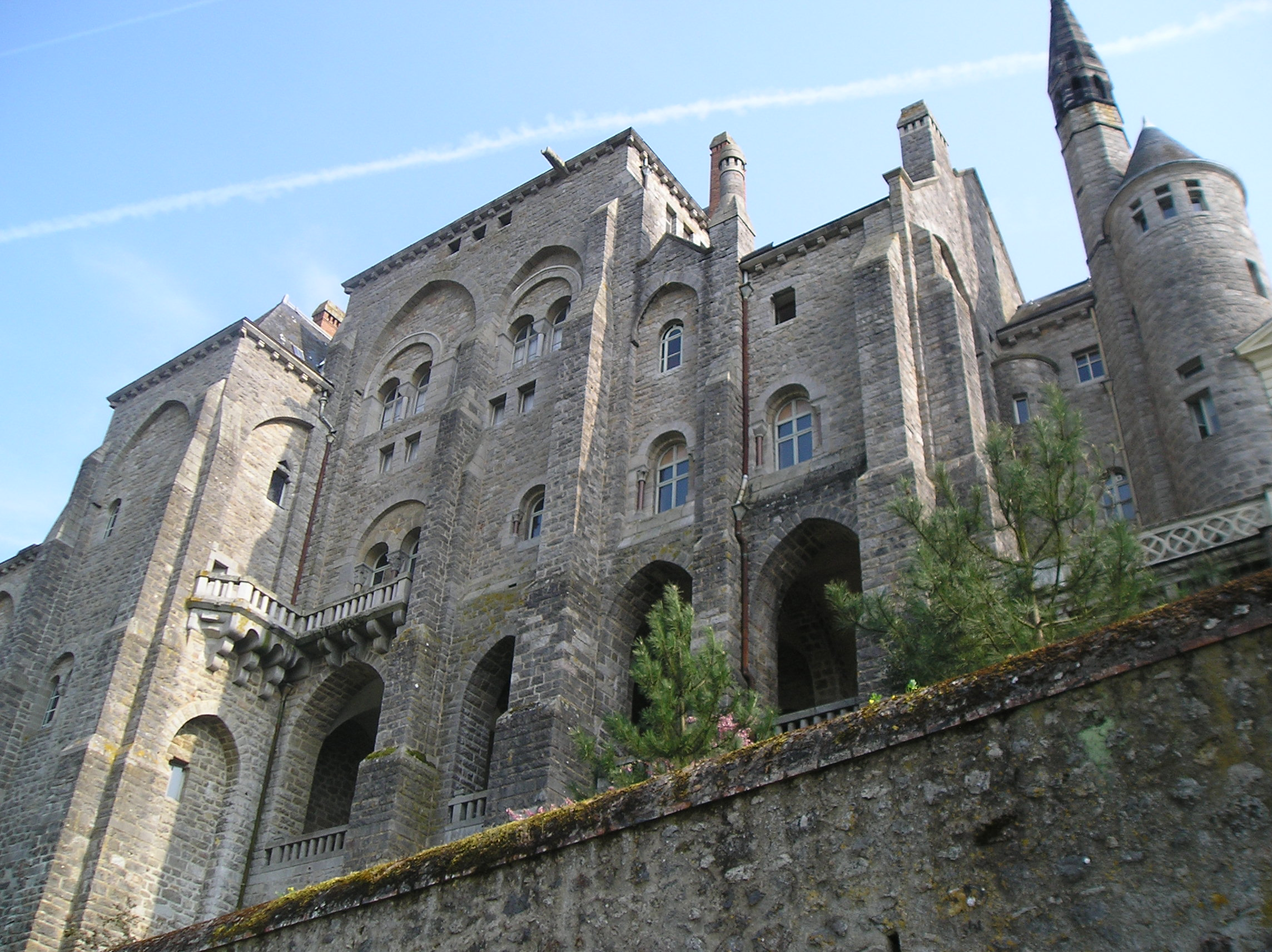
Abbaye Saint-Pierre de Solesmes.

Non seulement pieux mais aussi amateur des arts sacrés, le jeune théologien aimait notamment la musique liturgique. Il était vraisemblablement significatif que celui-ci naquit et grandit en Sarthe, car Norbert Rousseau était profondément attaché à deux établissements importants pratiquant le chant grégorien. D'une part, il s'agissait de la cathédrale Saint-Julien du Mans, d'autre part, il était ami des moines de l'abbaye Saint-Pierre de Solesmes. Sa fonction au Mans lui permettait une collaboration étroite avec ce monastère. Il est normal que le prêtre soit également devenu spécialiste du chant grégorien. Ainsi, en 1919, il assiste au congrès de musique sacrée de Tourcoing, avec un de ses amis, Dom André Mocquereau de Solesmes. En 1910, cet ami de Solesmes publia L'École grégorienne de Solesmes 1833 - 1910. Il s'agit d'un document exact, au regard de la restauration du chant grégorien auprès de l'abbaye Saint-Pierre.
Si Dom Pierre Combe de Solesmes réussit à écrire correctement l'histoire du commencement de la restauration dans son livre Histoire de la restauration du chant grégorien|... sorti en 1969, c'était grâce à cette œuvre de l'abbé Rousseau qu'il mentionne au début de son livre. En effet, le docteur en théologie, maintenant historien, avait exactement attribué ce début des travaux à Solesmes à l'année 1856. Il fit un séjour en 1910 à Rome et y créa une revue. L'année suivante, en 1911, l'abbé Rousseau joua en tant que responsable de cette revue un rôle  important à Rome. En effet à cette époque-là, Solesmes suspendait son soutien en faveur de l'Édition Vaticane. L'une de deux causes principales était une opposition forte de la commission de ce projet, contre les signes rythmiques de Solesmes, selon la théorie rythmique grégorienne développée par Dom Mocquereau. Au lieu de l'abbaye, le théologien fut invité par la Congrégation des rites afin de préciser certains points. Finalement, le pape Pie X approuva la reproduction de l'édition accompagnée des signes rythmiques le 11 avril et les déclarations officielles furent communiquées, le 29 avril, à Rousseau. Il contribua donc à résoudre le conflit entre le Saint-Siège et l'abbaye de Solesmes.

#### Cofondateur de laRevue grégorienne
La Revue grégorienne fut fondée en 1910, par des religieux français dont l'abbé Rousseau. Cette revue a pour but de promouvoir les études grégoriennes ainsi que d'améliorer la pratique du chant grégorien. Il s'agissait d'une version française de la Rassegna gregoriana fondée à Rome en 1902, mais indépendante. Ces deux revues étaient publiées chez Desclée. Le secrétariat général de la revue était confié au chanoine Yves Delaporte. À la suite de sa nomination en tant qu'évêque en 1925, l'abbé Rousseau cède sa position.

### Évêque du Puy-en-Velay
Le 15 mai 1925,,, Norbert Rousseau fut nommé évêque du Puy-en-Velay.
D'après La Croix, le sacre de nouvel évêque du Puy, célébré le 8 septembre à la cathédrale Saint-Julien du Mans, fut un immense événement religieux ainsi qu'une véritable liturgie. La messe fut célébrée par le cardinal Dubois, fondateur de l'Institut grégorien de Paris en 1923. Plus de trois cents prêtres dont une trentaine qui étaient venus du diocèse du Puy assistèrent au sacre de Rousseau. Outre le célébrant, le cardinal Dubois, il y avait l'évêque du Mans Georges Grente, le cardinal Charost, d'autres évêques ainsi que l'abbé de Solesmes, Dom Germain Cozien. Parmi les fidèles, on y trouvait le sénateur Édouard Néron, le conseiller général de la Haute-Loire le comte François Malartre, le maire de Précigné et conseiller général du canton de Sabré le vicomte Alain de Rougé. La qualité de la liturgie était assurée grâce à la maîtrise de la cathédrale du Mans dont l'origine remonte au Moyen Âge ainsi qu'à l'organiste, le chanoine Auguste Fauchard de la Mayenne
Après être arrivé au Puy le 19 septembre, Rousseau chercha, dans les traditions anciennes, ceux dont son diocèse avait besoin. Dans les premières années, il souhaita y établir une liturgie de très bonne qualité, surtout à la base de la célébration en grégorien. C'est pourquoi le nouvel évêque y refonda en 1926 la manécanterie Notre-Dame près de la cathédrale, en envisageant la formation de chefs de chœur. Il s'agissait d'une chorale d'enfants, remontant au Xe siècle selon les partitions. Le chœur, actuellement attaché à la cathédrale, continue ses services liturgiques. Pareillement, il renforça l'équipe de la direction des Œuvres diocésaines. 
Celui-ci consacra le 6 juillet 1930 la nouvelle église paroissiale de Rosières. Puis, en avril 1931, il présida un synode diocésain.
Sous l'épiscopat de Rousseau, le XIXe jubilé du Puy-en-Velay, célébré en 1932, demeura l'événement le plus important. Soutenu par plusieurs ecclésiastiques dont le cardinal Verdier, l'évêque commença les célébrations le vendredi 25 mars, jour anniversaire du fiat de l'Annonciation de la Vierge Marie (ainsi que Vendredi saint), en présidant dix-sept jours de jubilé. Il y eut 300 000 pèlerins environ, dont 100 000 le jour de clôture, le dimanche 10 avril. Notamment, ce jour-là, au moins 9 000 fidèles participèrent à une grande procession de la Vierge Noire, à partir de 15 h. De nombreux ecclésiastiques, mais également des conseillers généraux et d'arrondissement, des maires, y compris le sénateur Édouard Néron ainsi que le député Joseph Antier y assistèrent. L'Édition A. B. (il s'agissait des Éditions d'Art Marguerite Brémond) dans cette ville vendit une carte particulière sur laquelle se trouvent les photos et signatures du pape Pie XI, défenseur de la liturgie grégorienne, ainsi que de Rousseau. Il est donc certain que le Saint-Siège aussi le soutenait. 

« Je veux vous dire le souvenir ému que je garde des fêtes admirables du Puy. Rien n'a manqué à ces incomparables manifestations et, au retour, tous les pèlerins ne pouvaient contenir leur admiration . »

— Cardinal Jean Verdier

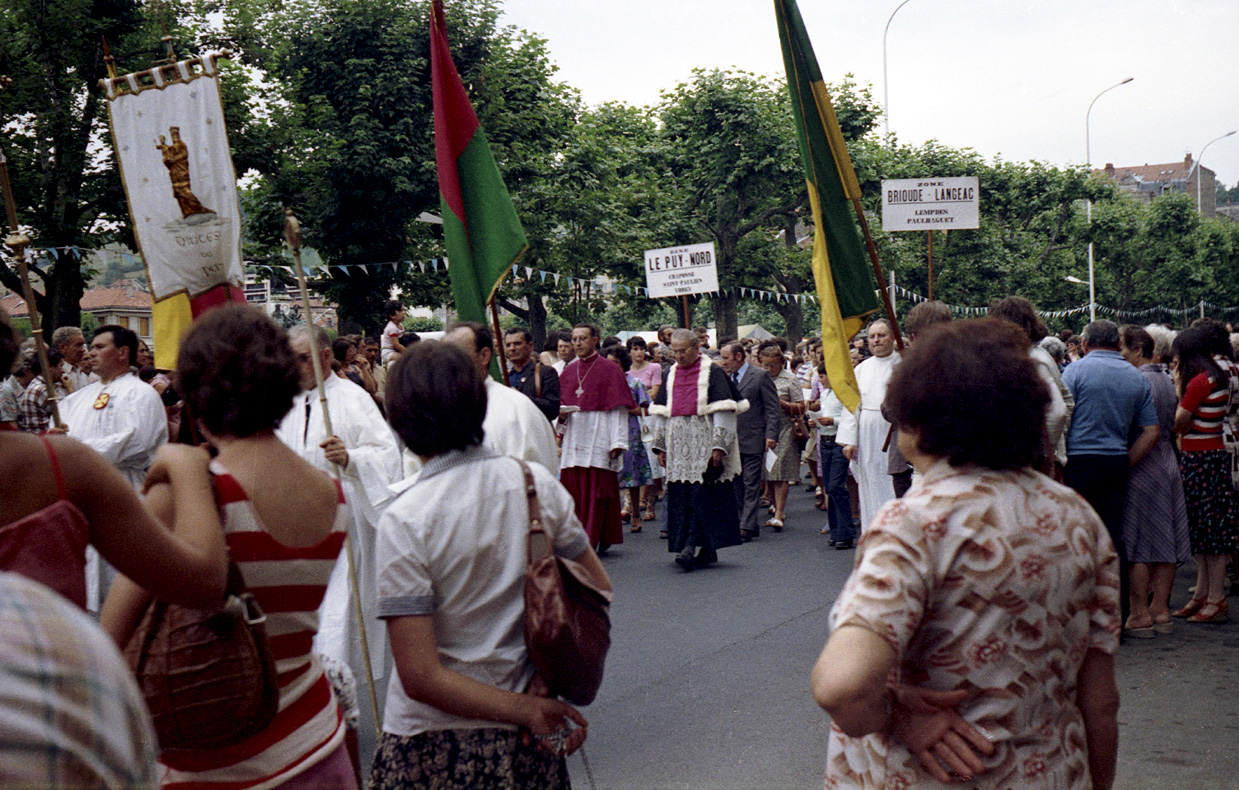
Procession solennelle à l'Assomption en 1977, restaurée en 1933 par Norbert Rousseau.

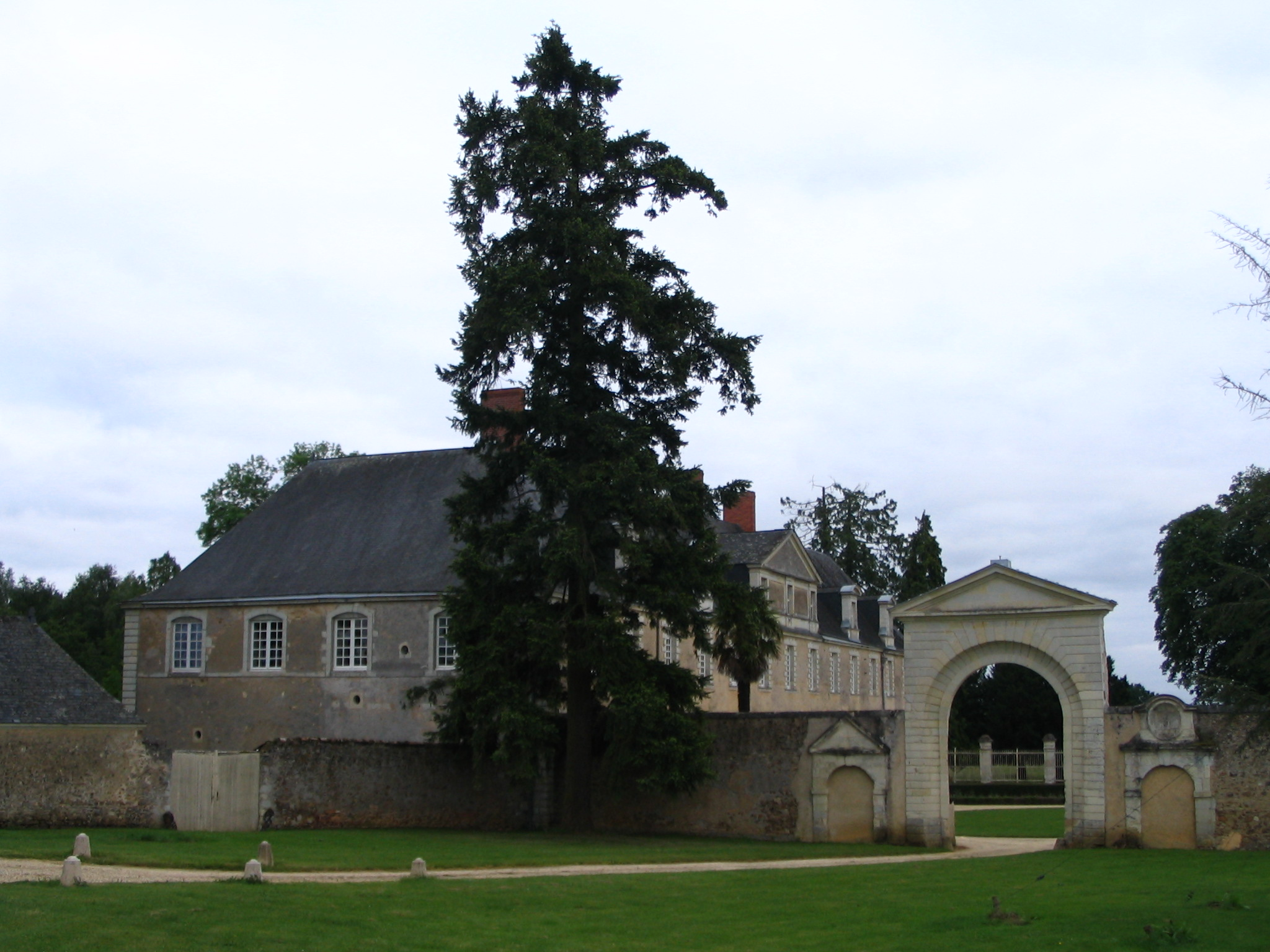
Ancienne abbaye du Perray-Neuf dans le Pays de la Loire, où mourut Norbert Rousseau.

Le 15 août 1933, Rousseau fit rétablir la tradition de la procession mariale, interrompue depuis 1882. Cette procession mariale remonte  au 15 août 1578 au Puy-en-Velay, et demeure l'une de principales fêtes religieuses dans la région, à l'exception de l'année 1944. 
En 1934, il célébra le tricentenaire d'Agnès de Langeac (morte en 1634) originaire du Puy-en-Velay, qui deviendra bienheureuse le 20 novembre 1994.
Norbert Rousseau passa brutalement de vie à trépas le 2 octobre 1939, à la suite d'un infarctus, à Précigné près de sa commune natale, dans l'ancienne abbaye du Perray-Neuf, propriété de sa famille. 
Ses funérailles furent célébrées au Puy-en-Velay le 11 octobre, et il fut inhumé dans la cathédrale.
La ville du Puy-en-Velay rendit hommage à cet évêque, en lui attribuant une rue près de la gare SNCF, la rue Monseigneur Norbert Rousseau. L'école Saint-Norbert ouvre dans cette rue en 1953.

## Armoiries
| Blason | Blasonnement : De gueules, semé de fleurs de lis d'or, à l'aigle de même, au chef de vair de deux tirs, ainsi que sa devise : Recte et amanter duce Maria |

.

## Œuvres
- 1905 : Renseignements pratiques à l'usage du curé et du confesseur sur la législation canonique du mariage, P. Lethielleux, Paris, 147 p[24].
- 1910 : L'École grégorienne de Solesmes 1833 - 1910, Desclée, Rome et Tournai, 181 p[1].
- 1915 : Pouvoirs et privilèges des prêtres mobilisés, législation canonique de la guerre de 1914 - 1915, Imprimerie Monnoyer, Le Mans, 32 p[25],[26].
1916, (1917?), 1918 : éditions successives (8e édition en 1918, intitulée ... de la guerre de 1914 - 1918)[10]
- 1930 : Petit catéchisme de la vie religieuse, Maison Alfred Mame et fils, Tours, 85 p[1].
- 1934 : Lettre pastorale de Monseigneur Norbert-Georges-Pierre Rousseau, évêque du Puy-en-Velay, sur le 3e centenaire de la vénérable Mère Agnès de Langeac 1634 - 1934, Imprimerie et Éditions Jeanne d'Arc, Le Puy-en-Velay, 47 p[1].